# The Amityville Horror Part II (bok)
The Amityville Horror Part II är en bok skriven av John G. Jones  och publicerad 1982.

## Handling
The Amityville Horror Part II är fortsättning  The Amityville Horror (bok). Berättar om familjen Lutz efter de flytt från huset i bok ett. Här får läsarna följa familjen som fortfarande förföljs av övernaturliga fenomen och hur man hanterar nyfiken press och skeptiker som inte tror på deras historia.

## Kritik
Även denna bok hävdade att den byggde på en sann historia. Men efter kritik ändrade man omslaget.